# Flag Football bei den Olympischen Spielen
Flag Football, eine Variante des Football, wird bei den Olympischen Spielen erstmals 2028 in Los Angeles ausgetragen werden.

## Geschichte
American Football bei wurde den Spielen 1904 in St. Louis sowie 1932 in Los Angeles als Demonstrationssportart ausgetragen. Zu weiteren Austragungen kam es seit dem nicht mehr, da der Sport als ungeeignet für die Olympischen Spiele empfunden wurde. Als Gründe wurden das hohe Verletzungsrisiko sowie die mangelnde internationale Popularität angeführt.
2017 reichte die International Federation of American Football (IAFA) beim IOC erneut einen Antrag auf Aufnahme von American Football in das olympische Programm, welcher jedoch nicht angenommen wurde.
Später fokussierte die IAFA eine Aufnahme von Flag Football in das olympische Programm als einmaliges Event im Rahmen der Olympischen Spiele 2028 in Los Angeles. Auch die National Football League (NFL) unterstützte dieses Ansinnen. Für Flag Football sprachen dabei der reduzierte Körperkontakt, die niedrigeren Kosten sowie die Tatsache, dass es sowohl von Männern als auch Frauen gespielt werden kann. Am 17. Oktober 2023 gab das IOC bekannt, dass Flag Football exklusiv für die Spiele 2028 in das olympische Programm aufgenommen wurde. Gespielt werden soll im Five-on-Five Format auf einem 50 Yard Feld ohne Linemen.

## Übersicht der Wettbewerbe
| Wettbewerb             | 96 | 00 | 04 | 06 | 08 | 12 | 20 | 24 | 28 | 32 | 36 | 48 | 52 | 56 | 60 | 60 | 64 | 72 | 76 | 80 | 84 | 88 | 92 | 96 | 00 | 04 | 08 | 12 | 16 | 20 | 24 | 28 | 32 | Gesamt |
| ---------------------- | -- | -- | -- | -- | -- | -- | -- | -- | -- | -- | -- | -- | -- | -- | -- | -- | -- | -- | -- | -- | -- | -- | -- | -- | -- | -- | -- | -- | -- | -- | -- | -- | -- | ------ |
| Männer                 |    |    |    |    |    |    |    |    |    |    |    |    |    |    |    |    |    |    |    |    |    |    |    |    |    |    |    |    |    |    |    |    |    |        |
| Frauen                 |    |    |    |    |    |    |    |    |    |    |    |    |    |    |    |    |    |    |    |    |    |    |    |    |    |    |    |    |    |    |    |    |    |        |
| Anzahl der Wettbewerbe |    |    |    |    |    |    |    |    |    |    |    |    |    |    |    |    |    |    |    |    |    |    |    |    |    |    |    |    |    |    |    |    |    |        |